# Дебреше
Дебреше (мкд. Дебреше) је насељено место у Северној Македонији, у северозападном делу државе. Дебреше припада општини Гостивар.

## Географски положај
Насеље Дебреше је смештено у северозападном делу Северне Македоније. Од најближег већег града, Гостивара, насеље је удаљено 4 km северозападно.
Дебреше се налази у горњем делу историјске области Полог. Насеље је положено на југозападном ободу Полошког поља. Источно од насеља пружа се поље, а западно се издиже Шар-планина. Надморска висина насеља је приближно 600 метара.
Клима у насељу је умерено континентална.

## Историја
Почетком 20. века Дебреше је био насељено православним Словенима (1/4) и муслиманским Албанцима (3/4). Тада је део православних мештана био у оквиру Српске православне цркве.

## Становништво
По попису становништва из 2002. године Дебреше је имало 4.847 становника.
Претежно становништво у насељу су Албанци (98%), а у мањини су етнички Македонци (2%). 
Већинска вероисповест у насељу је ислам, а мањинска православље. 